# Kathleen Byron
Pour les articles homonymes, voir Byron.
Kathleen Byron (née le 11 janvier 1921 à West Ham, Londres et morte le 18 janvier 2009 à Northwood, Londres)  est une actrice anglaise de cinéma, de télévision et de théâtre. 

## Filmographie partielle
- 1946 : Une question de vie ou de mort (A Matter of Life and Death) de Michael Powell et Emeric Pressburger : Un ange officier
- 1947 : Le Narcisse noir (Black Narcissus) de Michael Powell et Emeric Pressburger : Sœur Ruth
- 1949 :  Madness of the Heart (en) de Charles Bennett : Verite fairmont
- 1949 : La Mort apprivoisée (The Small Back Room) de Michael Powell et Emeric Pressburger : Susan
- 1951 : Le Grand Choc (The House in the Square) de Roy Ward Baker : Duchesse de Devonshire
- 1953 : La Reine vierge (Young Bess) de George Sidney : Jeanne Seymour
- 1969 : La Légende de Robin des Bois (Wolfshead: The Legend of Robin Hood) de John Hough
- 1971 : Les Sévices de Dracula (Twins of Evil) de John Hough : Katy Weil
- 1973 : Nothing but the Night de Peter Sasdy : Dr Rose
- 1974 : The Abdication d'Anthony Harvey : La reine-mère
- 1997 : Emma, l'entremetteuse (Emma) de Douglas McGrath : Mrs. Goddard